# Erwin Schneiter
Erwin Schneiter (* 19. November 1917 in Basel; † 3. Februar 1990 in Bern) war ein Schweizer Pädagoge und Dichter.
Schneiter begründete die Vereinigung Schule und Elternhaus. Seine Werke Aus meinen Stunden (1942) und Ich suche dich (1944) erschienen im A. Francke Verlag in mehreren Auflagen. Er wurde 1943 mit dem Buchpreis der Schweizerischen Schillerstiftung, 1944 und 1957 mit dem Literaturpreis der Stadt Bern und 1944 mit der Ehrengabe der Goethe-Stiftung ausgezeichnet. (1964 gab er Kurzlesungen in der Junkere 37.) Ein Nachlass, der „vorab das dichterische Werk [beschlägt]“, befindet sich in der Burgerbibliothek Bern.